# I giorni dell'abbandono (film)
I giorni dell'abbandono è un film del 2005 diretto da Roberto Faenza.
Pellicola ambientata a Torino, tratta dall'omonimo romanzo di Elena Ferrante.

## Trama
Olga, moglie e madre di due figli, viene abbandonata all'improvviso dal marito per una donna più giovane. Per lei inizia un periodo doloroso che la fa sprofondare nella disperazione, che la porta a non mangiare più e nemmeno a dormire. Ma l'incontro con un musicista solitario che vive nel suo stesso palazzo smuove qualcosa. Dopo una discesa all'inferno si può solo risalire. Olga vive un percorso interiore che la porta a capire che non stava impazzendo per l'amore perso, ma ha scoperto cosa significa perdere la dignità e l'essere imprigionata in un ruolo, ruolo di cui ti devi liberare per gustarti a pieno la vita.

## Accoglienza

### Critica
Il dizionario dei film Mereghetti dà un giudizio negativo al film, con un voto di 1,5 su 4, affermando che il film cerca «di esplorare il dolore di esperienze tristemente comuni. Ma appena esce al vissuto più trito, non riesce a cogliere la verità delle emozioni: i dialoghi disarmanti, recitazione sopra le righe e le troppe sortite simboliche cadono nel ridicolo». Più favorevole il commento del dizionario Farinotti, che assegna al film un giudizio di 3 su 5 e lo definisce il film stilisticamente più complesso di Roberto Faenza. Secondo il dizionario vi sono «alcuni punti deboli di sceneggiatura» ma è più importante «lo scavo nella complessità delle reazioni di una donna nei confronti di un [...] abbandono improvviso».

## Riconoscimenti
Questo film è riconosciuto come d'interesse culturale nazionale dalla Direzione generale Cinema e audiovisivo del Ministero per i beni e le attività culturali e per il turismo italiano, in base alla delibera ministeriale del 28 febbraio 2005.
- 2006 - David di Donatello
  - Candidatura Migliore colonna sonora a Goran Bregović
  - Candidatura Migliore canzone originale (I giorni dell'abbandono) di Goran Bregović
- 2006 -  Nastro d'argento
  - Candidatura Migliore attore protagonista a Luca Zingaretti
  - Candidatura Migliore attrice protagonista a Margherita Buy
- 2005 - Festival di Venezia
  - Candidatura Leone d'oro a Roberto Faenza
- 2006 - Globi d'oro
  - Migliore sceneggiatura a Roberto Faenza
  - Globo d'oro speciale a Margherita Buy
  - Candidatura Migliore attrice a Margherita Buy
- 2006 - Golden Graal
  - Miglior attrice in un film drammatico a Margherita Buy
  - Candidatura Miglior regista di un film drammatico a Roberto Faenza